# Mariakerk (Torgau)
De Stadskerk Sint-Maria (Duits: Stadtkirche Sankt Marien) is een luthers kerkgebouw in Torgau in de Duitse deelstaat Saksen.

## Bouwgeschiedenis

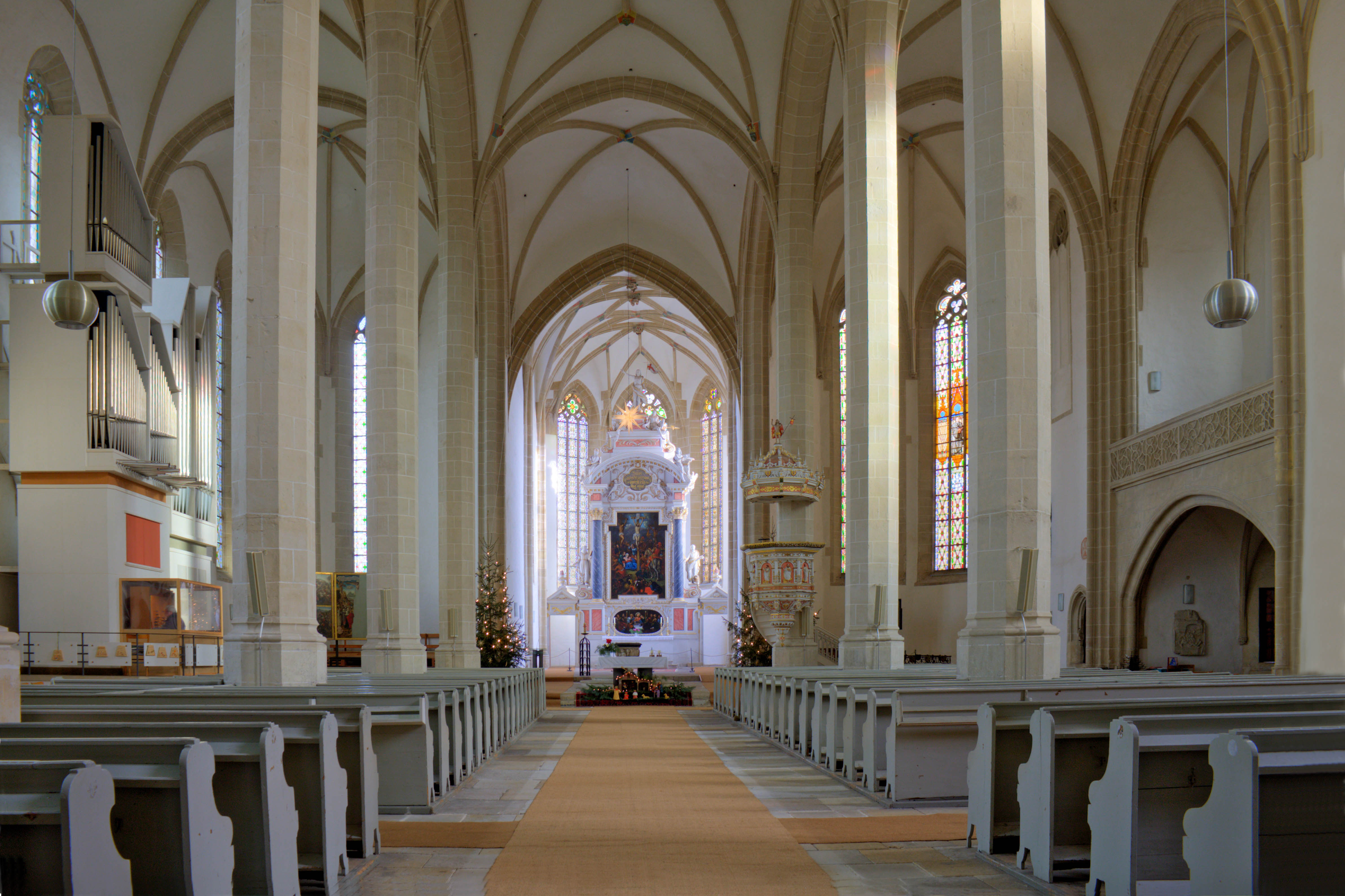
Overzicht interieur

De kerk gaat terug op een romaanse oorsprong, die in het westwerk van de kerk bewaard bleef. De huidige kerk is een gotische hallenkerk uit de 14e eeuw. Het drieschepige gebouw kent in het oosten een polygonale afsluiting. Het middenschip wordt met een lager koor verlengd. Op het romaanse westwerk werden twee torens geplaatst, waarvan de zuidelijke toren later in barokke vormen werd vernieuwd. Het westelijke portaal is gotisch. In de periode van de renaissance werd de sacristie toegevoegd.    

## Interieur
De kansel met op de kuip de evangelisten en op het klankbord een verrezen Christus dateert uit het jaar 1582. Het doopvont stamt uit het jaar 1693. De marmeren altaaropzet (1697) is een werk naar het ontwerp van de Zwitserse beeldhouwer Giovanni Simonetti. 
Het kerkgebouw geniet met name grote bekendheid vanwege zijn epitafen en grafmonumenten. Vooral vermeldenswaardig is het bronzen monument voor de in 1503 in Torgau gestorven hertogen Sophia van Mecklenburg, de eerste gemalin van de latere keurvorst Johan de Standvastige. Het werd in 1504 in Neurenberg gegoten door de beeldhouwer Peter Vischer de Oudere. Nog beroemder echter is het epitaaf van de in 1552 omgekomen Catharina van Bora, de weduwe van Maarten Luther. Op de vlucht voor de pest verongelukte zij met de koets en stierf in Torgau aan de opgelopen verwondingen. Onder de andere epitafen aan de buitenmuur bevindt zich nog het epitaaf van de in 1540 overleden bouwmeester van het Slot Hartenfels, Konrad Krebs.     
Het schilderij De Veertien Noodhelpers van Lucas Cranach de Oudere (1505) is het belangrijkste kunstwerk van de kerk.

## Orgel
Het orgel van de Mariakerk werd in 1984 door de orgelbouwer Siegfried Schuster uit Zittau gebouwd. Het instrument bezit 41 register verdeeld over drie manualen en pedaal. Despeel- en registertracturen zijn mechanisch.

## Afbeeldingen

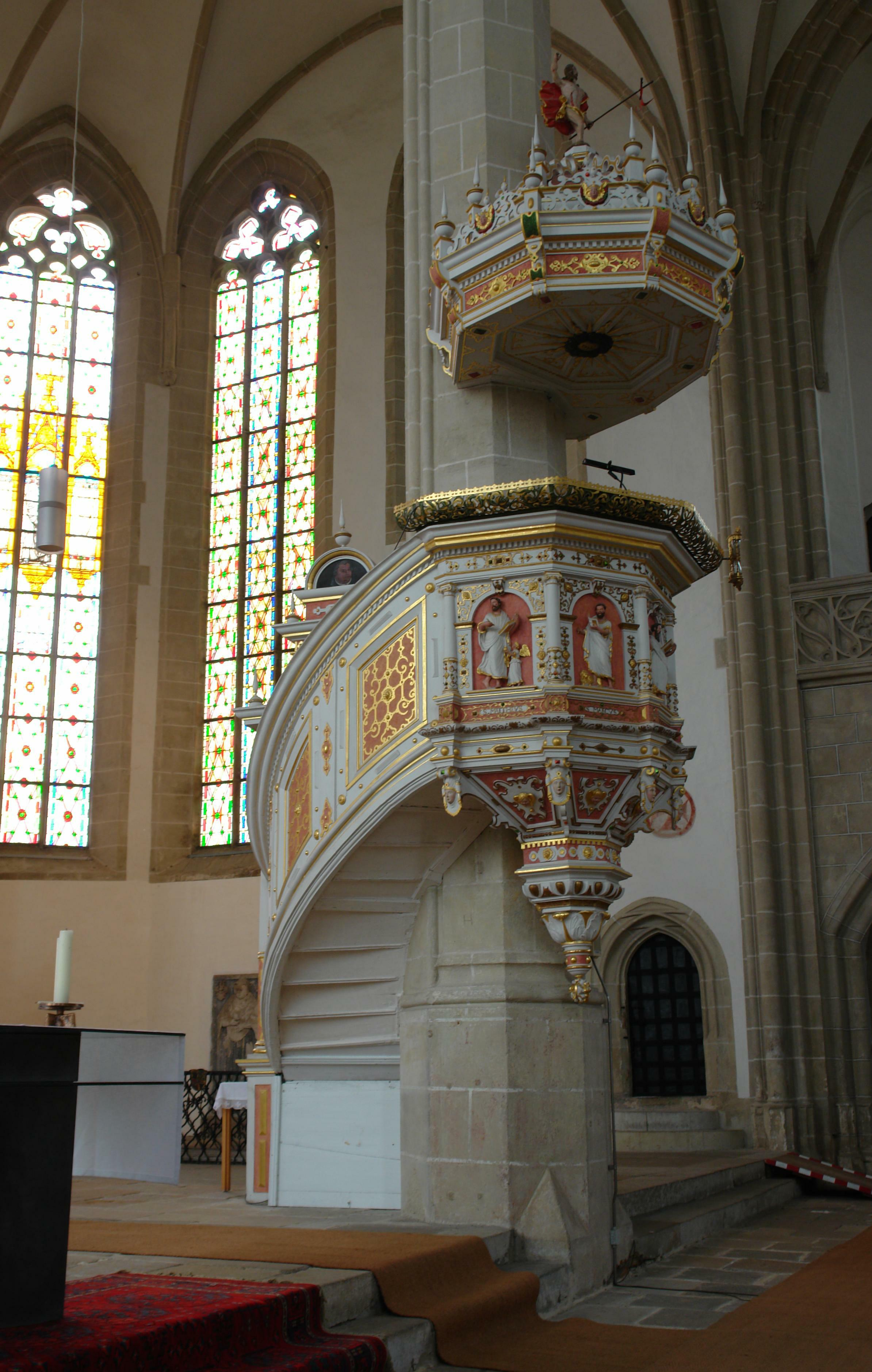
Kansel
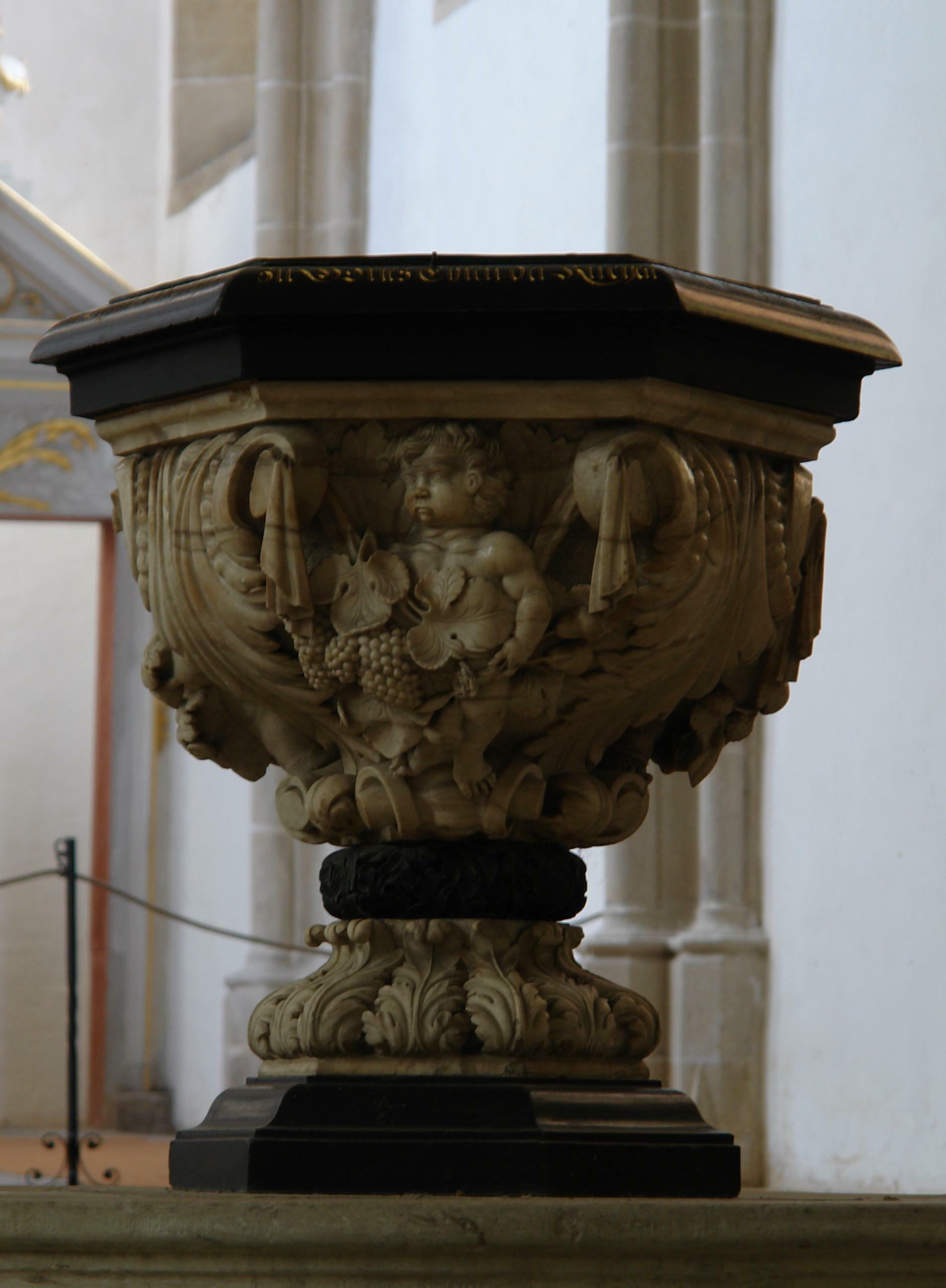
Doopvont
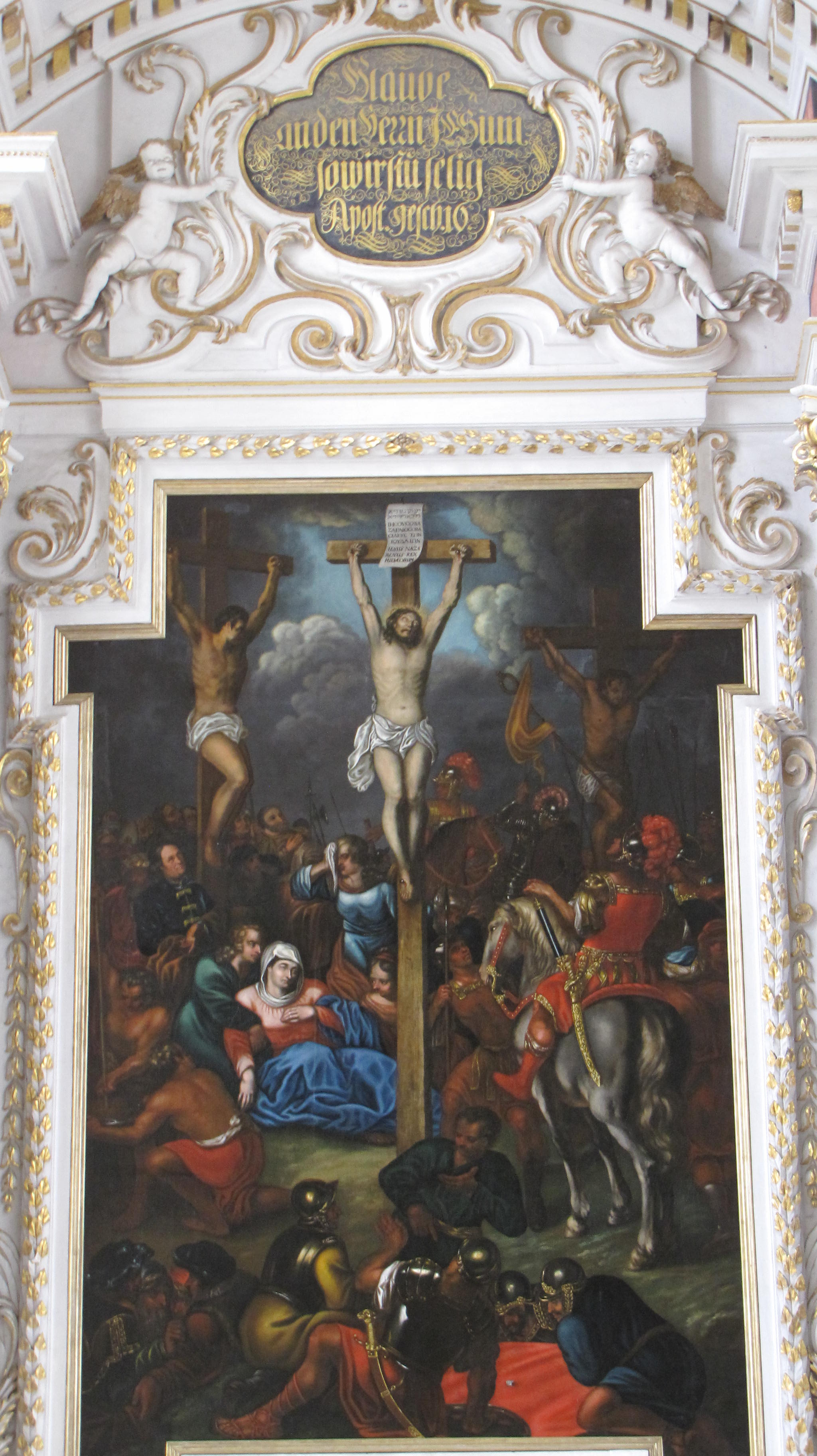
Altaarschilderij
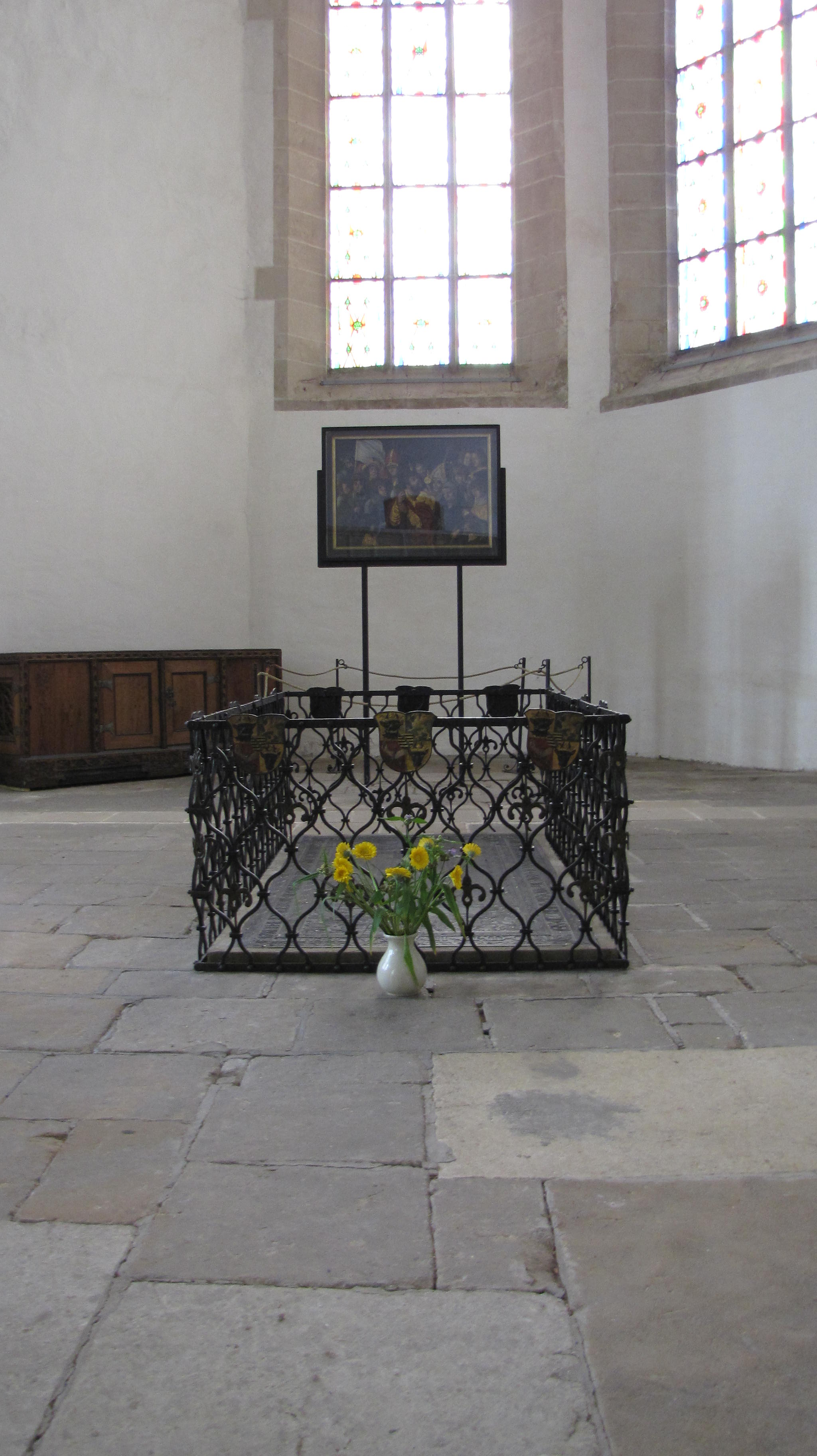
Graf Sophia van Mecklenburg
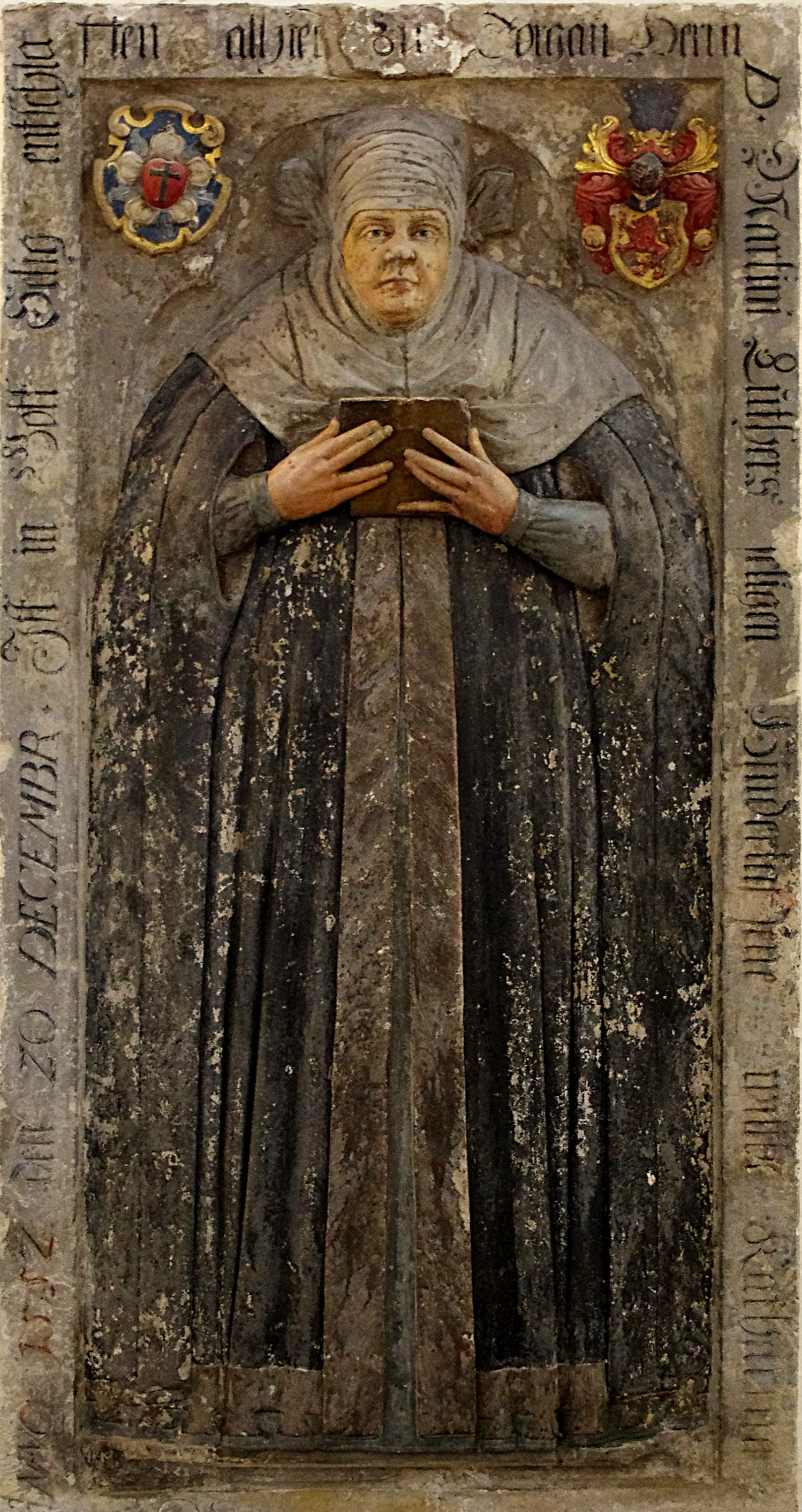
Epitaaf voor de weduwe van Maarten Luther